# Aktionskonst

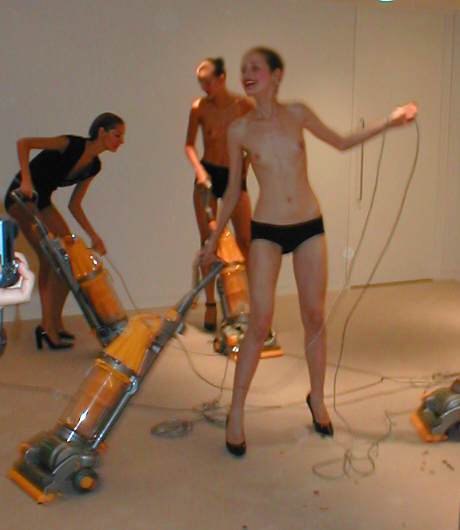
David Shankbones Imitation of Christ 4 Tara Subkoff, New York City (2002).

Aktionskonst är en övergripande term för en rad strömningar inom 1900-talets konst. Gemensamt är att bildkonstens klassiska former (skulptur, måleri) har överskridits i riktning mot ett användande av kroppen som medel och vid ett enda begränsat tillfälle. Syftet är också ofta att komma bort från vad som uppfattas som alltför konventionellt och inskränkt hos konstbegreppet och konstmarknaden. Aktionskonsten ses även som en del eller förenklad omskrivning av konstnärlig performance. Då integreras delvis bildkonstens klassiska arbetssätt som måleri och skulptur men även fotografi, film, video och elektronisk konst. Ett spänningsförhållande eftersträvas mellan tillstånd av yttre och inre karaktär.

## Aktionskonstnärer (urval)
- Joseph Beuys
- Otto Muehl
- Hermann Nitsch (1938-2022)
- Doris Uhlich
- Wolf Vostell